# Georg Härnsten Egg
Georg Adrian William Olof Härnsten Egg, född 24 juli 1987 i Stockholm, är en svensk musiker, som sedan år 2008 är verksam som trummis i rockbandet Dynazty. Han är gift med sångaren Thomas Vikströms dotter Linnéa Vikström, som är huvudsångerska i rockbandet Thundermother.